# Nehemia (persoon)
Nehemia was een persoon uit de Hebreeuwse Bijbel. Hij werd rond 445 voor Christus aangesteld als landvoogd over Juda. Onder zijn leiding werd de stadsmuur rond Jeruzalem herbouwd. Het Bijbelboek Nehemia is naar hem genoemd. 

## Persoon
Nehemia is de zoon van Chachalja en de broer van Chanani. Hij was wijnproever en schenker aan het hof van koning Artaxerxes I. Het bekleden van deze functie houdt in dat hij een vertrouweling van de koning is geweest. Nehemia woonde in Susa, een van de hoofdsteden van het Perzische Rijk. Nehemia is de laatste Perzische landvoogd geweest. Over zijn levenseinde is niets bekend. 

## Activiteiten
In 446 voor Christus hoort Nehemia dat het slecht gaat met de Joden die in Juda wonen. Als reactie hierop rouwt en vast Nehemia dagenlang. De koning merkt dat Nehemia somber is, en Nehemia vraagt aan de koning om naar Juda te mogen gaan om de stad Jeruzalem weer op te bouwen. De koning geeft toestemming en biedt Nehemia een vrijgeleide aan. Nadat Nehemia de toestand van Jeruzalem geïnspecteerd heeft, stelt hij een plan op voor de herbouw, en voltooit hij dit in 6 maanden, ondanks veel tegenstand. 
Daarna blijft Nehemia 13 jaar in Jeruzalem als landvoogd en voert een rechtvaardig bewind. Na een afwezigheid van 2 jaar merkt hij het morele verval op. Vervolgens leest Ezra het boek van de wet voor, waarna het verbond vernieuwd wordt. Ook laat Nehemia de herbouwde stadsmuur inwijden. Aan het eind van het boek is te lezen dat hij hard optreedt tegen het feit dat Judese mannen trouwen met buitenlandse vrouwen. 